# Чирітей (Ботошань)
Чирітей (рум. Ciritei) — село у повіті Ботошані в Румунії. Входить до складу комуни Трушешть.
Село розташоване на відстані 378 км на північ від Бухареста, 22 км на схід від Ботошань, 84 км на північний захід від Ясс.

## Населення
За даними перепису населення 2002 року у селі проживали 7 осіб, усі — румуни. Усі жителі села рідною мовою назвали румунську.